# Capercaillie
Capercaillie — шотландская келтик-рок-группа, основанная в 1984 году школьными друзьями Карен Матесон (Karen Matheson) и Дональдом Шоу (Donald Shaw). За исключением этой пары основателей, состав группы неоднократно менялся. Название группы можно перевести с гэльского как «шотландская куропатка» или «глухарь» (wood grouse).
Сингл «A Prince Among Islands» 1992 года стал первой записью на гаэльском языке, попавшим в топ-40 UK Singles Chart, достигнув 39 позиции. Другой сингл, «Dark Alan (Ailein duinn)», достиг 65 позиции в UK Singles Chart в июне 1995 года. Альбомы Secret People (1993) и To the Moon (1995) попали на 40 и 41 позиции соответственно в UK Albums Chart.
Дебютный альбом Cascade (1984) был записан за три дня. После записи второго альбома Crosswinds (1987) группа отправилась в свой первый американский тур. Ранний успех пришёл к группе в 1988 году, после издания саундтрека The Blood Is Strong к телесериалу об истории Шотландии. Саундтрек разошёлся тиражом в 100 000 копий и был переиздан на CD в 1995 году. В альбоме Sidewaulk (1989) впервые появляются песни на английском языке. Творческого пика группа достигла с альбомом Delirium (1991) умело сочетая традиционные и современные влияния. Однако следующий альбом, Secret People (1993), содержащий новые мелодии и ремиксы раннего материала, подвергся жёсткой критике за чрезмерно коммерческое звучание. Однако группа реабилитировалась с последующими впечатляющими альбомами To the Moon (1995), Beautiful Wasteland (1997) и Nàdurra (2000). На сегодняшний день группа продолжает выступать на концертах и издавать альбомы.

## Дискография

### Студийные альбомы
- Cascade (1984)
- Crosswinds (1987)
- Sidewaulk (1989)
- Delirium (1991)
- Secret People (1993)
- To the Moon (1995)
- Beautiful Wasteland (1997)
- Nàdurra (2000)
- Choice Language (2003)
- Roses and Tears (2008)
- At the Heart of It All (2013)

### Концертные альбомы
- Capercaillie Live in Concert (2002)

### Саундтреки
- The Blood Is Strong (1988)
- Glenfinnan (Songs of the '45) (1998, recorded in 1995)

### Ремиксы
- 'Get Out (1992) (a compilation album of remixed studio and live tracks)
- Capercaillie (1994) (a compilation album of re-worked and remixed tracks)

### Сборники
- Dusk Till Dawn: The Best of Capercaillie (1998)
- Grace and Pride: The Anthology 2004-1984 (2004)

## Видеоклипы
- Capercaillie - Puirt a beul Архивная копия от 14 ноября 2015 на Wayback Machine
- Capercaillie - Waiting For The Wheel To Turn Архивная копия от 26 июля 2018 на Wayback Machine
- Capercaillie - Coisich A Ruin Архивная копия от 25 октября 2017 на Wayback Machine
- Capercaillie - Four Stone Walls (live) Архивная копия от 18 сентября 2017 на Wayback Machine
- Capercaillie - Skyewalking Song (live) Архивная копия от 2 ноября 2020 на Wayback Machine